# Tyra Helena Lindström
Tyra Helena Lindström, under en period Svensson, född Mukkavaara 1940 i Mukkavaara, Övertorneå kommun, är en svensk präst och författare.

## Biografi
Tyra Helena Lindström var först församlingsassistent och diakonissa men läste teologi och prästvigdes 1993. Hon var före sin pensionering 2005 flygplatspräst på Arlanda och komminister i Märsta pastorat.
Hon har skrivit om livet i Tornedalen under 1700-, 1800- och 1900-talet, särskilt om Mukkavaara och Jänkisjärvi men också om de kringliggande orterna Mukkajärvi, Pirttijärvi, Hirvijärvi, Överkalix och Övertorneå med flera. Böckerna är skrivna på svenska med inslag av meänkieli.